# Callipseustes peninsulata
Callipseustes peninsulata är en fjärilsart som beskrevs av W. Warren 1907. Callipseustes peninsulata ingår i släktet Callipseustes och familjen mätare. Inga underarter finns listade i Catalogue of Life.